# Tổ chức Bảo tồn Quốc tế
Tổ chức Bảo tồn Quốc tế, tên tiếng Anh là Conservation International (CI) là một tổ chức phi chính phủ, bất vụ lợi, với mục đích chính là bảo vệ sự đa dạng sinh học trong việc liên kết với những tổ chức phi chính phủ và những người tình nguyện khắp thế giới.

## Lịch sử
CI được thành lập năm 1987 và đặt trụ sở chính tại Washington, D.C., Hoa Kỳ. Hiện nay CI có khoảng 900 nhân viên hoạt động trên 40 quốc gia, phần lớn là tại những khu rừng rậm tại châu Phi, vùng Thái Bình Dương và Nam Mỹ.
Năm 2002, cùng liên kết với các tổ chức khác như Chính phủ Canada, Bộ Hợp tác kinh tế và Phát triển Liên bang Hoa Kỳ, Liên minh Bảo tồn Thiên nhiên Quốc tế (IUCN), Quỹ Liên Hợp Quốc, CI lập ra Giải thưởng Xích Đạo, đây là giải thưởng tài trợ các dự án xoá đói giảm nghèo thông qua việc bảo tồn và sử dụng bền vững đa dạng sinh học. Cùng năm 2002, CI liên kết với chuỗi nhà hàng ăn nhanh (fast food) Mc Donald's đề ra các quy tắc cho chuỗi cung và tiếp thị để có thể sử dụng hiệu quả hơn tài nguyên môi trường và "cung cấp thực phẩm có trách nhiệm xã hội"  Lưu trữ ngày 20 tháng 10 năm 2007 tại Wayback Machine. Năm 2007, Tổ chức khởi động một chương trình theo dõi sự di cư của rùa biển từ vệ tinh .

## Hoạt động
Được sự tài trợ và liên kết của nhiều tập đoàn công ty lớn trên thế giới, CI bảo vệ các khu giàu tính đa dạng sinh học nhất trên thế giới và giúp đỡ người dân sinh sống trong các khu vực này cải thiện điều kiện sống. CI sử dụng các kiến thức về khoa học, kinh tế và chính sách khoa học, kỹ thuật hiện đại nhằm thúc đẩy các hoạt động bảo tồn đa dạng sinh học ở các khu rừng nhiệt đới và các hệ sinh thái có nguy cơ bị phá vỡ trên toàn thế giới, đặc biệt là bảo tồn nước, năng lượng, và rác thải, nguồn lợi thủy sản. Cùng với việc quan sát, nghiên cứu, CI cho rằng giáo dục là hợp phần quan trọng hỗ trợ cho các hoạt động bảo tồn và quản lý thiên nhiên.
Tại Việt Nam, CI cũng tổ chức nhiều khóa tập huấn về bảo tồn đa dạng sinh học tại các trường Đại học và tài trợ cho các chương trình bảo tồn. Năm 2006, Dự án Bảo tồn đồng cỏ bàng vùng đất ngập nước Phú Mỹ của Việt Nam đã đạt giải thưởng Xích đạo về quản lý và bảo vệ đa dạng sinh học. Năm 2007, cùng với WWF, một nhóm các nhà khoa học của CI đã phát hiện ra một quần thể voọc chà vá chân xám (tên khoa học là Pygathrix cinerea) lớn nhất từ trước đến nay tại 5 tỉnh miền Trung Việt Nam.